# 安達有里
安達 有里（あだち ゆり、1957年8月30日 - ）は、東京都台東区浅草出身のタレント、アダルトモデル。出生名同じ。娘は女優の安達祐実。

## 人物

### 家族
- 娘の女優・安達祐実を人気女優にまで育て上げたステージママとして知られる[3]。息子に安達哲朗と安達大がいる。

### タレント時代
- 2006年4月にヘアヌード写真集『Myself』（バウハウス）を出版し、世間を驚かせた[3]。
- 2008年9月、同年10月に約2年ぶりに発売するヌード写真集「Beauty Smile」（晋遊舎）のために全身美容整形手術をしたことを発表した。約2カ月かけ、歯を上下12本入れ替え、太ももや腹、上腕、あごなど9か所の脂肪吸引、3種類のレーザー照射による皮膚の若返りおよび皴取りの手術を行った。また、吸引した脂肪の一部を使い、脂肪注入法による豊胸手術も受け、バストをCカップからDカップに膨らませた。総費用は609万円[2]。翌2009年8月にも380万円かけて、顔の美容整形手術を受けている[4]。
- 2009年7月、SODよりDVD「タブー」でAVデビュー。同作品はSODによると「官能ムービー」で挿入はない[5]。安達本人もAVに出た覚えはないと言及[6]。華道家役のドラマを引き受けたら、官能部分がつなぎ合わされたのだと述べている[6]。「たいしたダマされ方じゃなくて、ワタシの人生には影響ない」とのこと[6]。その後も熟女モデルとしてグラビア活動を続けている。

## 出演

### バラエティ番組
- 銀座の母スペシャル 第二弾（TBS）
- 快傑熟女!心配ご無用（TBS）
- Dのゲキジョー 〜運命のジャッジ〜（フジテレビ）
- 悪魔の契約にサイン（2009年1月14日、TBS）
- 矢部美穂のオンナの蜜談（MONDO21）
- 有吉の壁（日本テレビ）
- クイズ!脳ベルSHOW（フジテレビ）

### テレビドラマ
- ナース物語 第4話（2009年11月、千葉テレビ放送）
- 月曜ミステリー劇場「警察庁特別広域捜査官 宮之原警部の愛と追跡」（2001年5月、TBS）

### 映画
- ふぞろいな秘密（2007年） - マネージャーの田中杵子 役
- しあわせカモン（2009年） - スナックのママ 役
- Tokyo Loss（2018年） - 小宮清恵 役

### 舞台
- 怪傑パンダース 第2回本公演「リーゼント総理」（2011年10月13日 - 23日、テアトルBONBON）

## リリース作品

### 書籍
- 安達祐実の母でございます!―わが子の才能を育む41のヒント（1998年7月、主婦と生活社）ISBN 978-4391122541 ※長谷川有里名義

写真集
- Myself（2006年5月、バウハウス、撮影：河野英喜）ISBN 978-4778803292
- Beauty Smile（2008年9月27日、晋遊舎、撮影：山岸伸）ISBN 978-4883808526

### アダルトビデオ
- 芸能人 安達有里 タブー TABOO（2009年7月9日、SOD）

### イメージビデオ
1. jouet 安達有里（2010年1月7日、FUNHOUSE）
2. Air Wind 安達有里（2011年9月30日、グラッソ）
3. Bonjour（2015年4月17日、Empress）